# Чаплыгины
Чаплыгины (Чеплыгины, Чиплыгины) — три древних дворянских рода (очевидно одного происхождения).
При подаче документов (1686) для внесения рода в Бархатную книгу, была предоставлена родословная роспись Чаплыгиных, и царские ввозные грамоты "крымскому полонянику" Ивану Васильевичу Чаплыгину: на доли в поместьях отца в деревнях Корость (Ивкино) в Каменском стане (1578 и 1586), на половину деревни Кализна в Моржевском стане (1587) и деревни Вязовка в Кобыльском стане Рязанского уезда (1595), а также указная грамота о возвращении всей земли, Фёдору Ивановичу Чаплыгину поместья жалованного ему при царе Василии IV Ивановиче (1611) (Из грамот видно, что И.В. Чаплыгин был в плену у крымского хана).
Род записан в IV часть родословных книг Воронежской, Курской и Рязанской губерний.                                                                                                                  Есть ещё два рода Чаплыгиных позднейшего происхождения.
Известен купеческий род Чаплыгиных, происходящих от крестьян, выходцев из Сибири и получивших прозвание по городу Чаплыгин, где они начинали купеческое дело.

## Происхождение и история рода
Официально род в Общий гербовник дворянских родов не включён. Происхождение рода или выезд из других княжеств не известен, указана только их родословная роспись поданная (1686) в Палату родословных дел под № 485.
Очевидно, что род происходит от Ивана Васильевича Чаплыгина жалованного поместьем (1578), у которого был сын Фёдор Иванович, воевода в Чернавском остроге (1646-1647). Чаплыгин Иван воевода в Усмани (1658), в Коротояке (1679).
Иван Петрович Чаплыгин упомянут среди дьяков (1668), укладничим (1676 и 1686), Думный дворянин (1689-1692), сопровождал царей Ивана V и Петра I Алексеевичей в село Коломенское (1689).
В 60-х годах XIX века Александр Арсентьевич Чаплыгин, потомственный почетный дворянин, по совету своего товарища по Крымской войне Л. Н. Толстого приобрел имение в селе Крутое. Это был двухэтажный дом в классическом стиле в центре большого плодового сада, окруженный многочисленными службами.

## Известные представители
- Чаплыгин Иван — дьяк (1668-1677).
- Чаплыгины: Кирилл Петрович, Семён и Андрей Фёдоровичи — московские дворяне (1658-1677).
- Чаплыгины: Фёдор Герасимович, Иван Никитич, Дей, Семён и Ермолай Даниловичи, Алексей Семёнович, Богдан и Алексей Романовичи — стряпчие (1680-1692).
- Чаплыгины: Тимофей и Михаил Ивановичи,  Богдан Андреевич — стольники (1686-1692)[5].
- Чаплыгин, Александр Иванович (1858—1919 или 1920) — генерал-лейтенант, командир 2-го Туркестанского армейского корпуса.